# 기아 봉고
기아 봉고(Kia Bongo)는 기아의 1980년부터 판매를 하고 있는 상용차 시리즈이며, 현재는 트럭만 생산된다.

## 1세대《BA2》

#### 봉고 (1980년7월~1987년8월)
- 1980년 7월 마쓰다 봉고를 기아산업(훗날 기아자동차, 현 기아)이 도입하여 1세대 모델로 처음 출시하였다. 당초에는 2,200cc 70마력 S2 엔진을 탑재하였다. 1톤 트럭 최초로 전륜 현가장치를 더블 위시본 스프링으로 채택하였다. 1984년 8월에 공간이 넓어진 킹캡(KING CAB), 이듬해인 1985년 10월에 픽업이 출시되었다. 전면부와 핸들 대시보드는 봉고나인과 동일(1987년 1월부터 전 차종 봉고나인처럼 페이스 리프트 시킴)하다. 그리고 1986년 2월 앞뒷면에 기아 영문엠블럼이 KIAMASTER에서 KIA MOTORS로 변경되었다.

#### 봉고 미니버스 (1981년8월~1987년2월)
- 1981년 8월에 헤드램프가 2등식 원형에서 2등식 직사각형으로 변경되었다. 이어서 원박스카도 나왔는데, 왜건 종류로는 9인승(공식명칭 봉고나인：1983년 5월 출시)과 12인승이 있고, 루트밴 종류로는 3인승과 6인승이 있다.

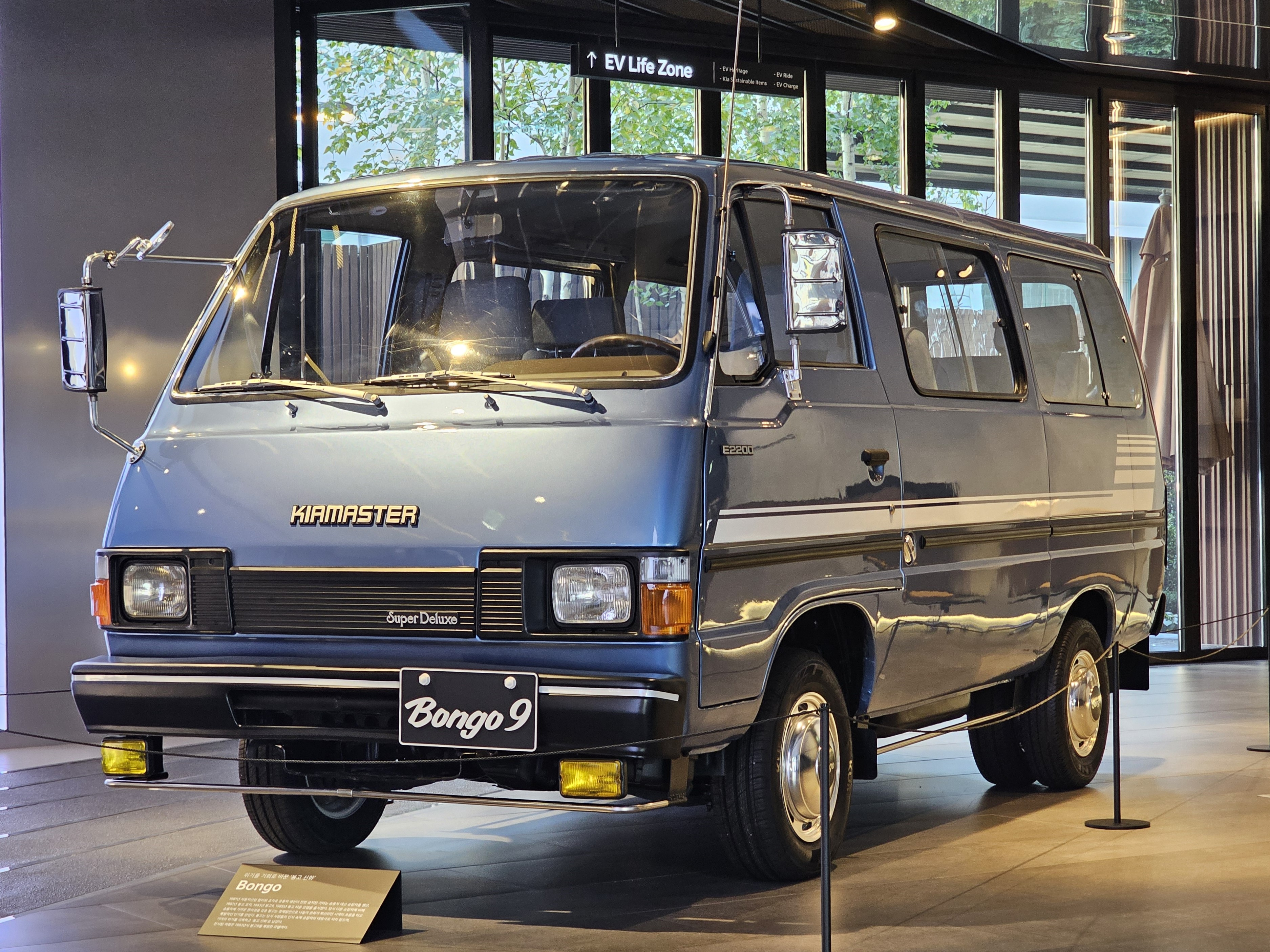
봉고나인 전측면
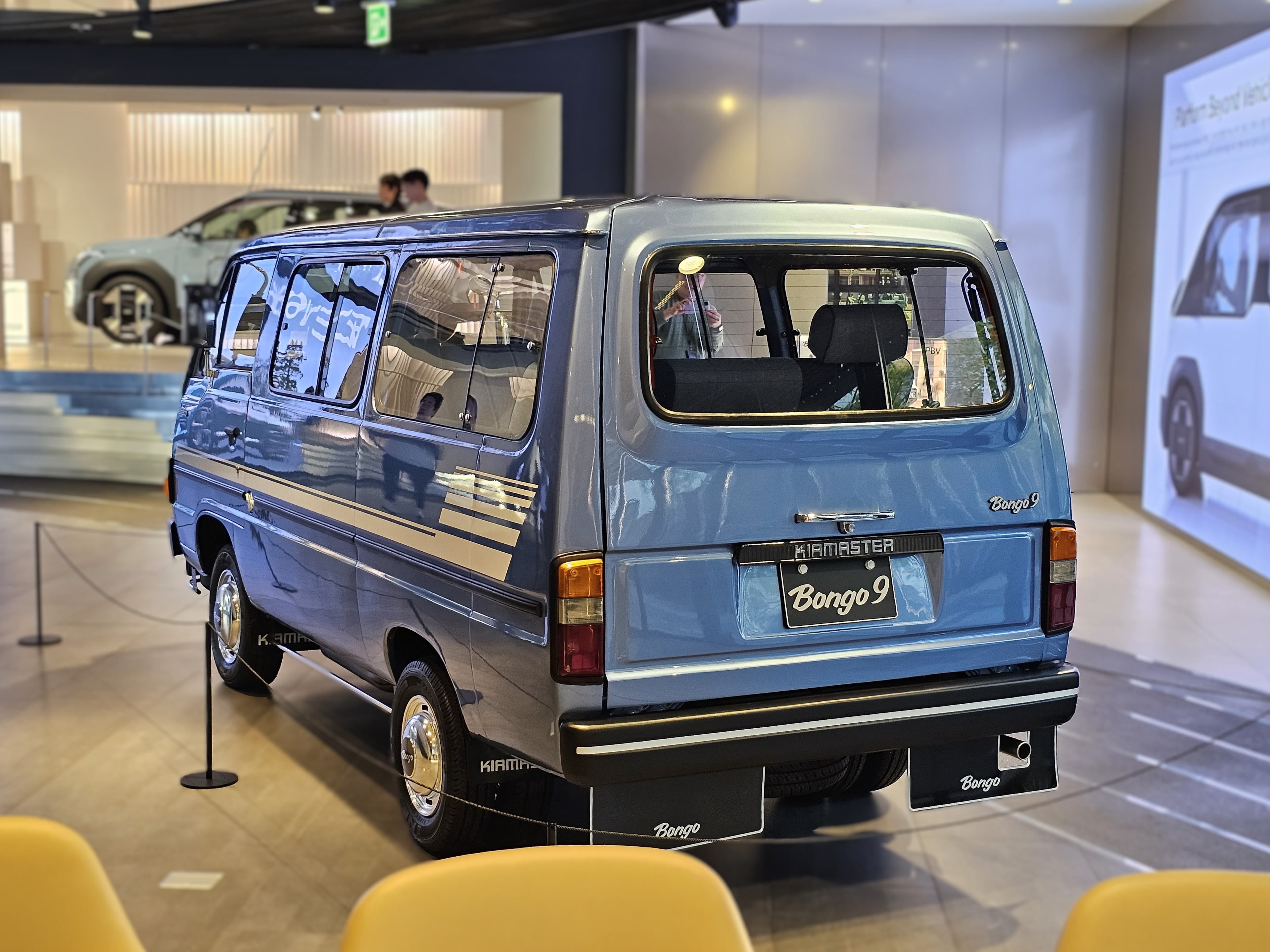
후측면

- 1985년 3월에 90마력 1.4리터 TX형 가솔린 엔진을 장착한 9인승 저가형 봉고 타운이 나왔다. 봉고시리즈 중에서는 유일하게 전륜 디스크 브레이크가 장착됐고, 후륜은 복륜이 아닌 싱글 타이어였다. TX형 가솔린 엔진은 브리사에 장착된 1.3리터 엔진을 사이즈업한 버전이다.
- 1986년 3월 원박스카(왜건&밴)는 후속 차종인 베스타가 나왔고, 1987년까지 후속 차량인 베스타와 병행 생산하였다. 총 생산 대수는 89,569대다.

#### 파워 봉고 (1987년8월~1993년12월)
- 1987년 8월에 원박스카 모델이 단종된 데 이어서 트럭 모델은 페이스리프트 및 출력 향상 버전(2,400cc 80마력 SF엔진)인 파워 봉고를 내놓았다. 동시에 앞뒷면에 기아 영문 엠블럼도 KIA MOTORS에서 kia(상단에 깃발표시)로 변경되었다.
- 1989년 1월 후속차종인 2세대 봉고(공식명칭 와이드봉고)가 나왔고, 이후 한동안 병행 생산하였다.
- 1993년 12월 1세대 봉고 트럭 차종마저도 최종적으로 단종되었다.

## 2세대《SR》

#### 와이드 봉고 (1989년1월~1995년5월)
- 1989년 1월에 2세대인 와이드 봉고를 출시했다. 참고로 먼저 출시한 동급의 미니버스 베스타와 동일하게 마쓰다 봉고 제 3세대 모델을 토대로 만들었다.
- 1992년 11월에 2,700cc 80마력 JS 디젤 엔진이 추가되었다.
- 1994년 3월에 초장축 사양이 추가되었다.
- 1994년 10월에 기아자동차의 앰블럼에서 타원형으로 변경되었고, 도어의 데칼이 변경되며, 동시에 휠커버가 적용되어 하이베스타의 휠커버를 적용한 1995년형이 출시되었다.

#### 봉고 J2 (1995년5월~1997년4월)
- 1995년 5월, 페이스리프트와 동시에 83마력의 J2 엔진을 얹은 봉고 J2가 출시되었다.
- 1996년 10월, 동급 최초로 ABS를 적용하였다.

### 3세대《W3(트럭)/CT(왜건&밴)》

#### 봉고 프런티어 (1997년4월~2000년12월)
- 1997년 4월 출시되었다.

#### 뉴 봉고 프런티어 (2000년12월~2003년12월)
- 2000년 12월에 봉고 프런티어라는 이름에서 뉴 봉고 프런티어로 이름이 개명되었다.
- 2001년 8월에 봉고프런티어에 JT 3,000cc 94마력 디젤 엔진을 튜닝 하고 외형을 바꾸었고, 소음을 줄인 사일런트 모델이 나왔다. 적재함 뒷면에 타원형 KIA로고에서 기아자동차의 영문 명칭인 KIA MOTORS로 변경되었다.

#### 봉고Ⅲ 미니버스 (2004년1월~2005년5월)

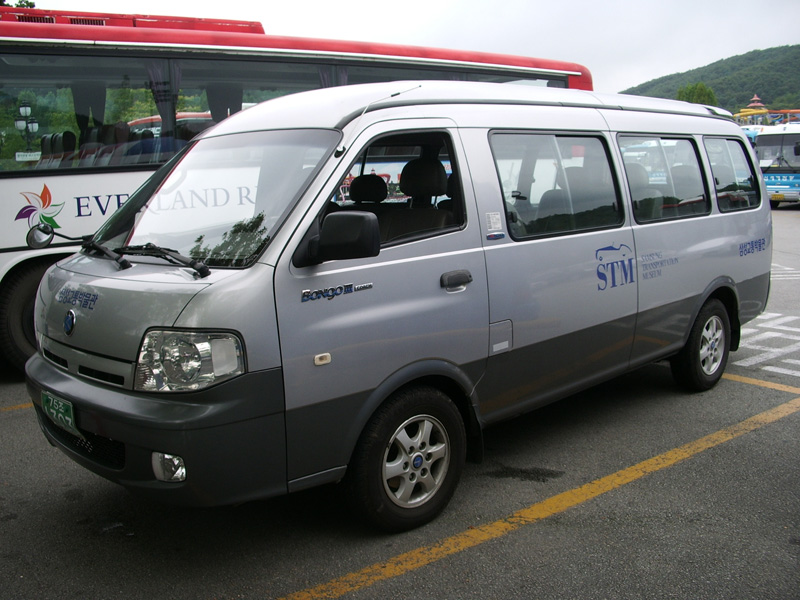
삼성교통박물관에서 운용하는 봉고III 미니버스

- 2004년 1월에 프레지오의 마이너체인지 모델인 3세대 봉고 원박스카《통칭 봉고Ⅲ 코치(12, 15인승)&밴(3, 6인승)》가 나오면서 후속 차량인 4세대 봉고(통칭 봉고Ⅲ) 트럭과 동시에 나왔다. 해외 시장에서는 프레지오라는 명칭으로 계속 판매되었으며, 일부 시장에서는 베스타로 판매되었다.
- 2005년 5월 31일은 판매량이 크게 위축되어 생산이 중단되었고, 그 해 7월 14일에 출시되는 그랜드 카니발에 통합되었다. 기존에 봉고 3 코치를 생산했던 라인의 자리에는 뉴 카렌스의 생산 라인이 만들어졌다.

### 4세대《PU》 (현대 포터(4세대)와 형제차)

#### 봉고Ⅲ (2004년1월~2019년9월)
- 2004년 1월, 4세대 봉고 Ⅲ가 출시되었다. J3 2,902cc 유로Ⅲ 친환경 커먼레일 123마력 엔진을 적용하였다.
- 2005년에 원형 기아 마크에서 타원형 기아 마크로 도로 바뀌었고, 데칼 역시 변경되면서 트레이드 마크였던 연두색상은 단종됐다.
- 2006년에 환경규제로 인해 터보 인터쿨러 엔진이 라인업에서 삭제되었고, 커먼레일 엔진으로 단일화하면서 최고출력이 126마력으로 상승하였다.
- 2009년에 봉고Ⅲ에 159마력 세타 2.4리터 LPG 엔진을 장착한 봉고 LPI가 추가됐다.
- 2010년에 우드그레인을 적용하였고, 데칼 무늬가 변경된 2011년형 봉고Ⅲ으로 연식 변경.
- 2012년 1월, 기아자동차의 패밀리 룩 적용되는 등 외관 일부가 마이너 체인지된 2012년형 봉고Ⅲ 제2차 모델 탄생. 2012년형 포터II와 같은 친환경 유로5 기준의 A-2 133마력 커먼레일 엔진과 5단 자동/6단 수동변속기를 조합했고, 운전석 에어백을 선택 사양으로 적용하였다.
- 2015년 1월에 출시한 2015년형은 타이어 공기압 경보 장치<TPMS>(4륜구동 전용)가 적용되었고, 조수석 에어백이 선택 사양으로 적용되었고, 차체 자세 제어 장치(ESC)와 급제동 경보 시스템(ESS)이 기본 적용되었다.
- 2016년 9월 1일에 2017년형이 선보이며 유로6 규제를 충족한 디젤 엔진이 적용되었고, 휠커버 디자인이 변경되었다. 클러스터 미등 색상과 버튼 미등 색상이 변경되었고, 에어컨, 히터조절 노브와 판넬의 디자인이 변경되었다. 상위트림의 경우, 새로 디자인된 변속 레버와 실내 베이지 색상과 사이드 미러 리피터가와 계기판 트립 컴퓨터가 장착된다.
- 2018년 10월 29일에 출시한 2019년형에은 후방 주차 보조 시스템이 기본으로 적용되며, 4륜구동 사양에 운전석 에어백이 기본 적용되었다.

#### 더 뉴 봉고Ⅲ (2019년9월~2027년2월)
- 2019년 9월에 배출가스 규정에 맞추기 위해서 요소수가 적용된다.
- 2020년형은 긴급제동장치 선택사양으로 적용한다.
- 2021년에 기아의 사명 변경으로 구형 기아 로고를 그대로 달고 있다가 2022년형은 기아의 신형 로고가 장착된다. 적재함 뒷면의 경우 KIA MOTORS가 삭제되어 빈 채로 있었다가 2022년형부터 기아의 신형 로고를 달았다.
- 2022년 10월에 2.4리터 자연흡기 LPG 모델이 단산됐다.[1] 다만 대기관리권역법으로 인하여 재출시 가능성을 열어 놓았고,[2] 2023년 11월 말 세타 2.5리터 터보 LPG 엔진으로 교체하여 재출시했다.
- 2023년 11월에 대기관리권역법으로 인하여 1톤 및 1.2톤의 2.5리터 커먼레일 디젤 모델이 모두 단산됐다. 1.2톤에도 2.5리터 LPG 터보 엔진이 적용되며, 자동변속기도 1.2톤에서 선택이 가능해졌다. LPG 봄베는 측면이 아닌 스페어 타이어 자리에 도넛형으로 장착한다.
- 2024년 7월 16일에 연식변경 모델인 The 2025 봉고 Ⅲ를 출시했다. 전동접이 아웃사이드 미러, 크루즈 컨트롤을 하위 트림까지 확대 적용하고, 상위 트림에는 트위터 스피커, 크롬 인사이드 도어핸들&파킹브레이크 레버를 기본 적용했으며, 모든 트림에 소화기를 장착했다. 또한 The 2025 봉고 Ⅲ 1톤 초장축 더블캡/표준캡 기반의 운전교습용 차량에 자동변속기 모델이 추가됐다.[3] 판매 가격은 1톤 2,035만 원부터, 1.2톤 2,455만 원부터 시작한다. 운전교습용 차량의 판매 가격은 1톤 표준캡 1,988만 원, 1톤 더블캡 2,127만 원이며, 자동변속기를 선택할 경우 1톤 차량은 113만 원, 1.2톤 차량은 107만 원이 추가된다.[4]
- 2025년 1월 6일, 스마트 셀렉션 트림이 출시됐다.[5] LPG 터보 1톤 스마트 셀렉션은 5단 자동변속기, 하드 서스펜션, 차동기어잠금장치를 기본으로 탑재했다. LPG 터보 1.2톤은 5단 자동변속기를 기본 적용하고 최고 출력 159마력(PS), 최대 토크 30.0kgf·m의 동력 성능을 갖췄다.  봉고 스마트 셀렉션 트림의 판매 가격은 LPG 모델 1톤 2WD 초장축 킹캡 2,215만 원, 1.2톤 2WD 초장축 킹캡 2,495만 원이다.

#### 봉고 Ⅲ EV (2020년1월~2027년2월)
- 2020년 1월 6일에 전기트럭 봉고 Ⅲ EV가 판매가 시작되었다.[6] 충전 인터페이스는 DC콤보-1이다. 2021년 2월 9일은 킹캡을 기반으로 하는 특장차(내장탑차, 윙바디, 파워게이트)가 추가됐다.[7]
- 2021년에 기아 사명 변경으로 구형 기아로고를 그대로 달고 있다가 2022년형은 기아의 신형 로고가 장착된다. 적재함 뒷면의 경우 KIA MOTORS가 삭제되어 빈 채로 있다가 2022년형부터 기아 신형로고를 달았다.
- 2022년 7월 4일, 봉고 Ⅲ EV 특장차 라인업에 냉동탑차가 추가됐다.[8] 봉고 Ⅲ EV 초장축 킹캡 기반의 특장 모델이며, 저상형과 표준형 2개 모델로 구성된다. 차량의 고전압 배터리를 활용해 냉동기를 가동하며, 보조배터리 추가 장착을 통해 1,000kg의 적재중량을 제공한다. 전동식 파워스티어링, 패들시프트 등 기존 모델의 편의사양을 계승했으며, 풀오토 에어컨, 운전석 통풍 및 열선시트 등 고객 선호 사양을 기본 적용했다.[9]
- 2025년 1월 6일, 스마트 셀렉션 트림이 출시됐다. 봉고 Ⅲ EV 1톤 스마트 셀렉션은 GL 트림과 동일한 배터리를 적용해 211km의 1회 충전 주행거리를 제공한다. 스마트 셀렉션 트림의 판매 가격은 1톤 2WD 초장축 킹캡 4,315만 원이다.
- 2025년 4월 22일, The 2025 봉고 Ⅲ EV가 출시됐다. 충전 속도 개선을 위해 고전압 케이블 와이어링의 두께를 키워 충전 전류량을 증대시켰고, 이에 따라 배터리 용량 10%에서 80%까지 도달하는 데 걸리는 급속 충전 시간이 기존 47분에서 32분으로 단축됐다.(※150kW 급속 충전 기준) 또한, 신규 60.4kWh 리튬 이온 고전압 배터리가 탑재돼 1회 충전으로 기존 대비 6km 늘어난 217km 주행이 가능하다. 그 외에도 배터리 지상고를 10mm 높이고, 충전구 상단에 LED 조명을 추가로 적용했다. 판매 가격은 스마트 셀렉션 트림 4,325만 원, GL 트림 4,450만 원, GLS 트림 4,615만 원이며, 스마트 셀렉션 트림 기준으로 정부 및 지자체 보조금을 적용하면 실제 구매 가격은 2천만 원 중후반대에 형성될 것으로 예상된다.[10]
- 2025년 6월 16일, The 2025 봉고 Ⅲ EV 특장차가 출시됐다. The 2025 봉고 Ⅲ EV 특장차는 The 2025봉고 III EV 기반의 특장 모델로 냉동탑차, 내장탑차, 윙바디, 양문형 미닫이탑차, 파워게이트로 운영된다. 급속 충전 속도를 개선해 배터리 용량 10%에서 80%까지 급속 충전 시간을 기존 47분에서 32분으로 단축했으며, 에너지 밀도를 높인 신규 배터리 셀을 적용했다. 또한 탑차 LED 실내등 조도를 상향했으며, 녹이 슬거나 긁힘이 발생하는 상황을 최소화하기 위해 수직형 파워게이트 품질을 높였다. 판매 가격은 냉동탑차의 로우 6,292만 원, 스탠다드 6,302만 원이며, 내장탑차의 로우 4,867만 원, 스탠다드 4,982만 원, 하이 5,011만 원이다. 윙바디의 수동식 5,080만 원, 전동식 5,230만 원이며, 양문형 미닫이탑차의 로우 5,008만 원, 하이 5,074만 원이다. 파워게이트는 수직형 4,906만 원, 턴인형 4,919만 원이다.[11]

## 역대 슬로건

### 2세대(SR)
- 작은 거인 (봉고 2700)

### 3세대(W3,CT)
- 꿈의 3천cc1톤 (봉고 프런티어)
- 성공 사업 (봉고 프런티어)
- 돈버는 1톤 (봉고 프런티어)
- 1톤의 일등석 (뉴 봉고 프런티어)
- 조용한 1톤 (뉴 봉고 프런티어)
- 봉고 형님  (뉴 봉고 프런티어)

### 4세대(PU)
- 대한민국 대표 1톤(봉고3 라디오광고)

- 1톤의 새로운 패션 (봉고Ⅲ)
- 최고의 비즈니스 파트너 (봉고 Ⅲ EV)

## 이름의 뜻
영어로 아프리카에 서식하는 야생 영양(羚羊)을 뜻한다. 아프리카 가봉의 대통령 오마르 봉고에서 이름을 따왔다는 주장도 있으나, 이는 2007년 그가 대한민국 방문 당시 고(故) 노무현 전(前) 대통령과의 오찬 자리에서 한 발언이 와전된 것으로 사실과 전혀 다르다. 봉고라는 이름은 1980년 대한민국 발매 당시 기아산업(현.기아)의 기술 제휴선에 있던 일본 마쓰다의 차종 이름을 그대로 가져온 것이다. 이는 윗급 차종인 타이탄, 복사 등도 마찬가지다.

## 봉고 트럭의 종류(2000년대부터)
- 견인차
- 표준캡
- 킹캡
- 더블캡
- 틸팅캡
- 냉동탑차
- 내장탑차
- 플러스 냉동탑차
- 플러스 내장탑차
- 윙바디
- 파워게이트
- 운전교습용 (공단 면허시험장/운전학원 공급)[14]
- 보냉탑차
- 택배탑차
- 2WD덤프
- 4WD덤프
- 2WD 이동주유차
- 4WD 이동주유차
- 다목적 탑차
- 워크스루밴
- 청소차(2.5톤)
- 활어차
- 구급차 (봉고J2모델부터등장함)
- 사다리차
- 활어차

봉고3 트럭: 표준캡, 킹캡, 더블캡, 틸팅캡, 냉동탑차, 내장탑차, 플러스 냉동탑차,플러스 내장탑차,윙바디,2WD덤프,파워게이트,운전학원용,보냉탑차,택배탑차,4WD덤프,워크스루밴,응급구조차,다목적 탑차,활어차 등이 있다(단,1.2톤에는 덤프가 없다.)
- 2010년식 봉고3 트럭:표준캡,킹캡,더블캡,틸팅캡.냉동탑차,내장탑차,플러스 냉동탑차,플러스 내장탑차,윙바디,2WD덤프,파워게이트,운전교습용(1종보통 운전면허 기능,도로주행 시험 및 연습에 사용되며 공단 시험장/운전학원에 공급되는 봉고),보냉탑차,택배탑차,4WD덤프,워크스루밴,응급구조차,냉온탑차,다목적 탑차,활어차 등이 있다.
- 전기트럭 봉고 Ⅲ EV(2020년 1월 6일 공개)[16]

2.5톤의 경우 다른 트럭형과는 다르게 봉고3로 풀 모델 체인지를 거치지 않고 계속 생산하다 새로운 배기가스 규제를 충족시키지 못하여 2005년 4월에 후속 차종 없이 단종됨에 따라 현재는 1톤, 1.2톤, 4WD 등만 생산하고 있다.
2019년 현재 대한민국에서 기아자동차를 제외한 어떠한 제조사에서도 1.2톤 화물차를 만들지 않기 때문에 경쟁 차량이 없는 대한민국에서는 봉고3 트럭이 유일하게 1.2톤이 판매되고 있다.
- 일선 소방서와 군 부대에서 앰뷸런스로도 볼 수 있지만, 해당 차량들은 충청남도 예산군에 위치한 자동차 부품 관련 업체인 오텍(AUTECH)에서 개조하여 재출하된 차들이다.

## 코치/밴
1톤 트럭이 출시되고 1년 후인 1981년은 승합차인 봉고 코치, 나인(1983년 출시)이 출시되었다. 당시 전두환 정부가 내린 자동차 산업 합리화 조치로 인하여 기아산업에서 승용차를 생산할 수 없게 되자, 틈새 시장을 노리면서 내놓은 봉고 코치는 큰 인기를 누렸고, 지금까지도 승합차를 봉고차라고 할 정도로 승합차의 대명사가 되었으며 당시 기아산업이 회생한 것을 두고 봉고 신화라고 한다. 이후 풀 모델 체인지를 거친 모델은 베스타, 프레지오라는 다른 이름을 썼다. 그러다 2004년에 프레지오가 페이스리프트되어 봉고3 코치라는 이름으로 부활하여 봉고3 트럭과 함께 출시되었으나, 2005년 그랜드 카니발의 출시로 인해 판매량은 크게 위축됨에 따라 후속 차종 없이 단종됨에 의하여 대한민국의 15인승 승합차는 역사속으로 사라졌다. 예외로 인도네시아에서는 2006년부터 봉고 3 트럭을 기반으로 한 트라벨로가 대체하였으며, 이후 2019년까지 판매되었다.

## 사진

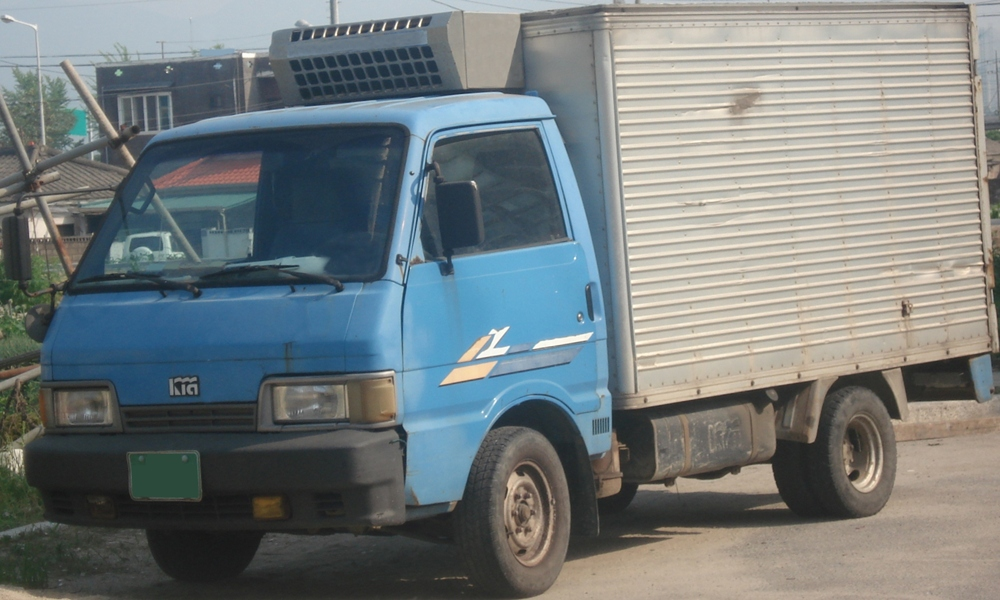
기아 K2700 와이드봉고 (전기형) 정측면
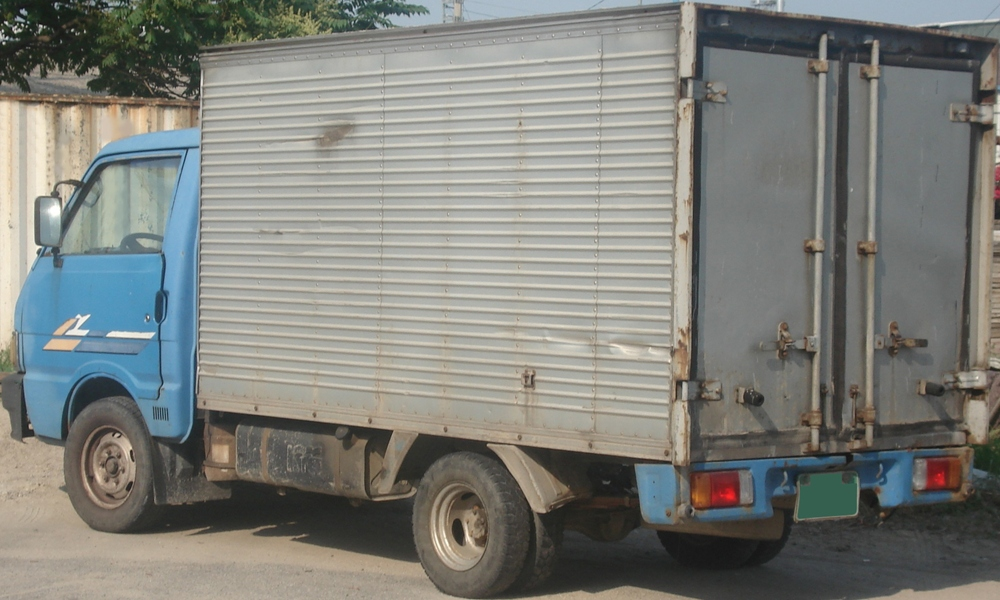
기아 K2700 와이드봉고 (전기형) 후측면
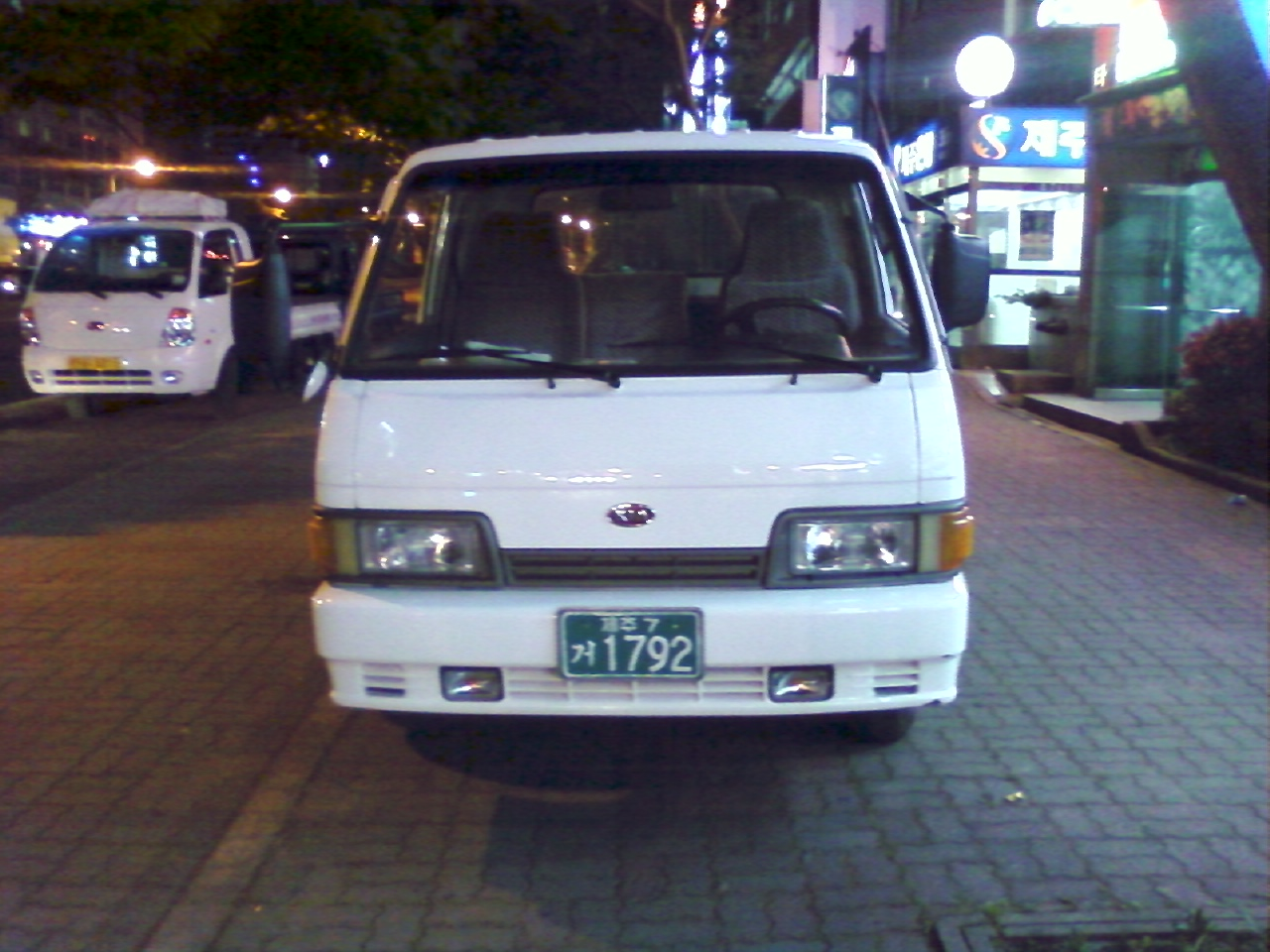
기아 K2700 와이드봉고 (후기형) 정면
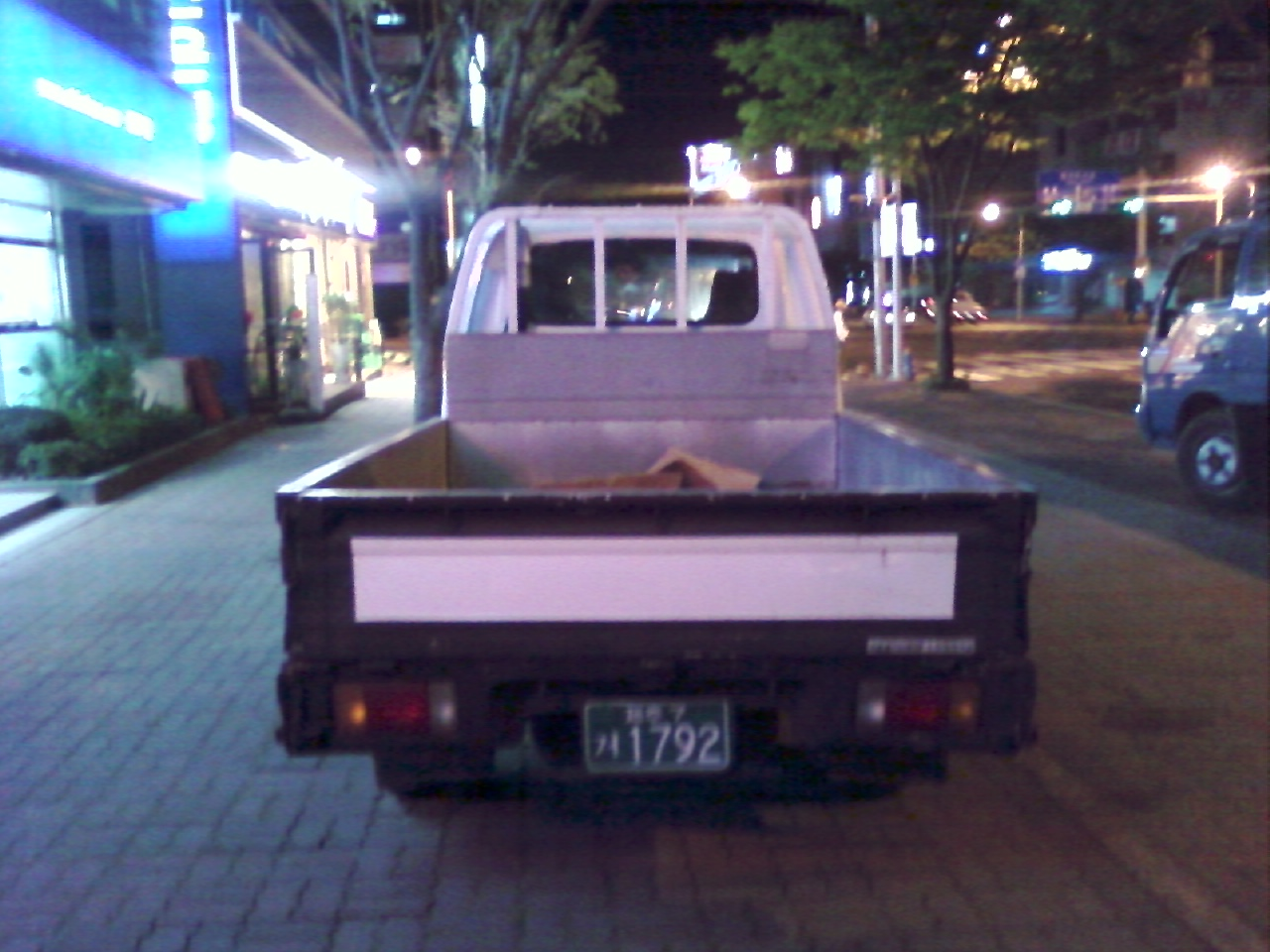
기아 K2700 와이드봉고 (후기형) 후면
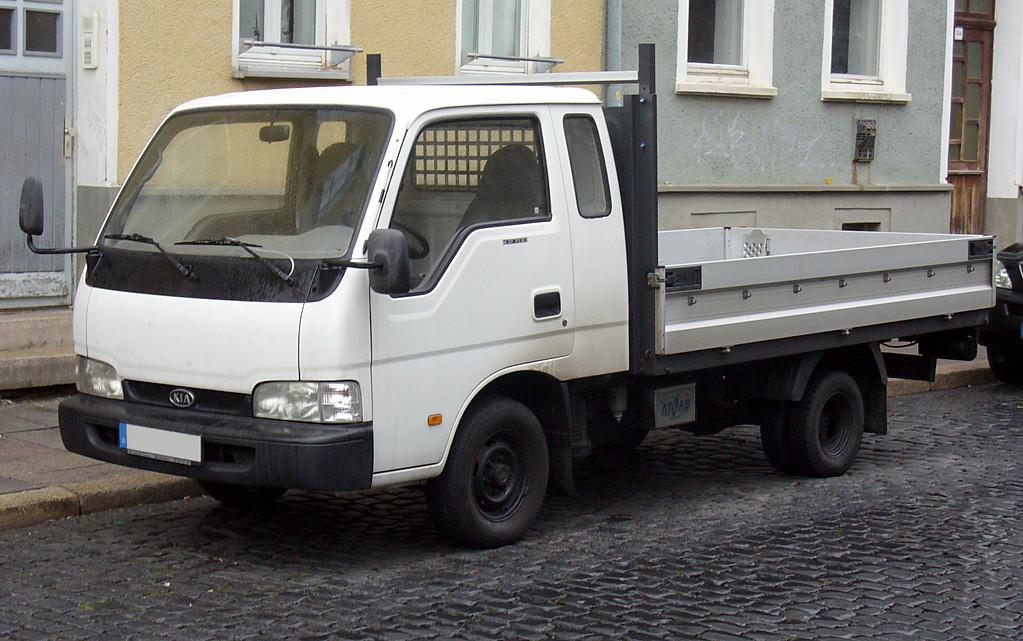
기아 봉고프런티어 (전기형) 정측면
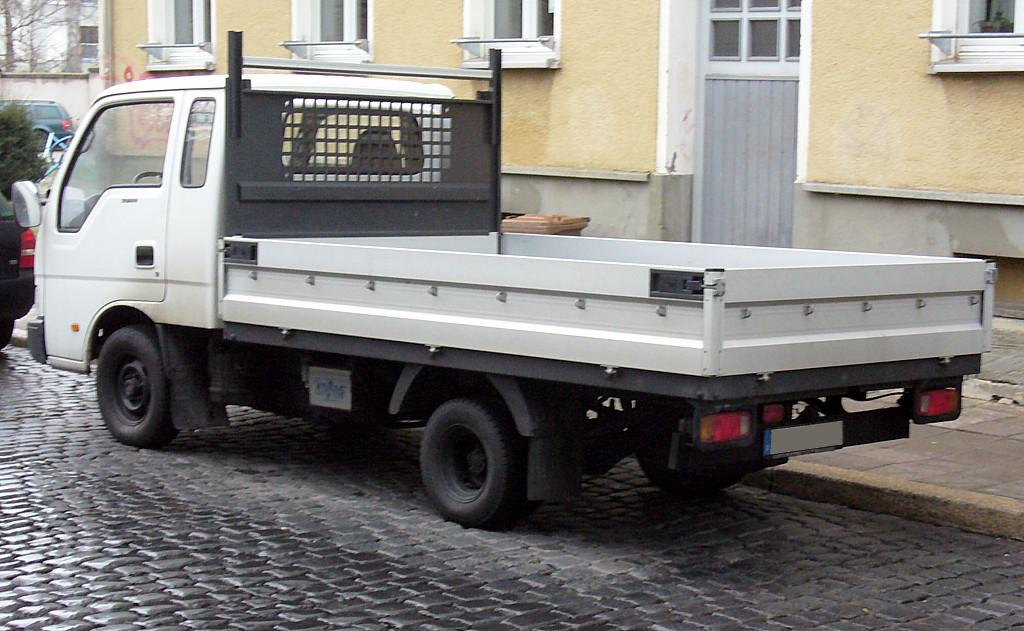
기아 봉고프런티어 (전기형) 후측면
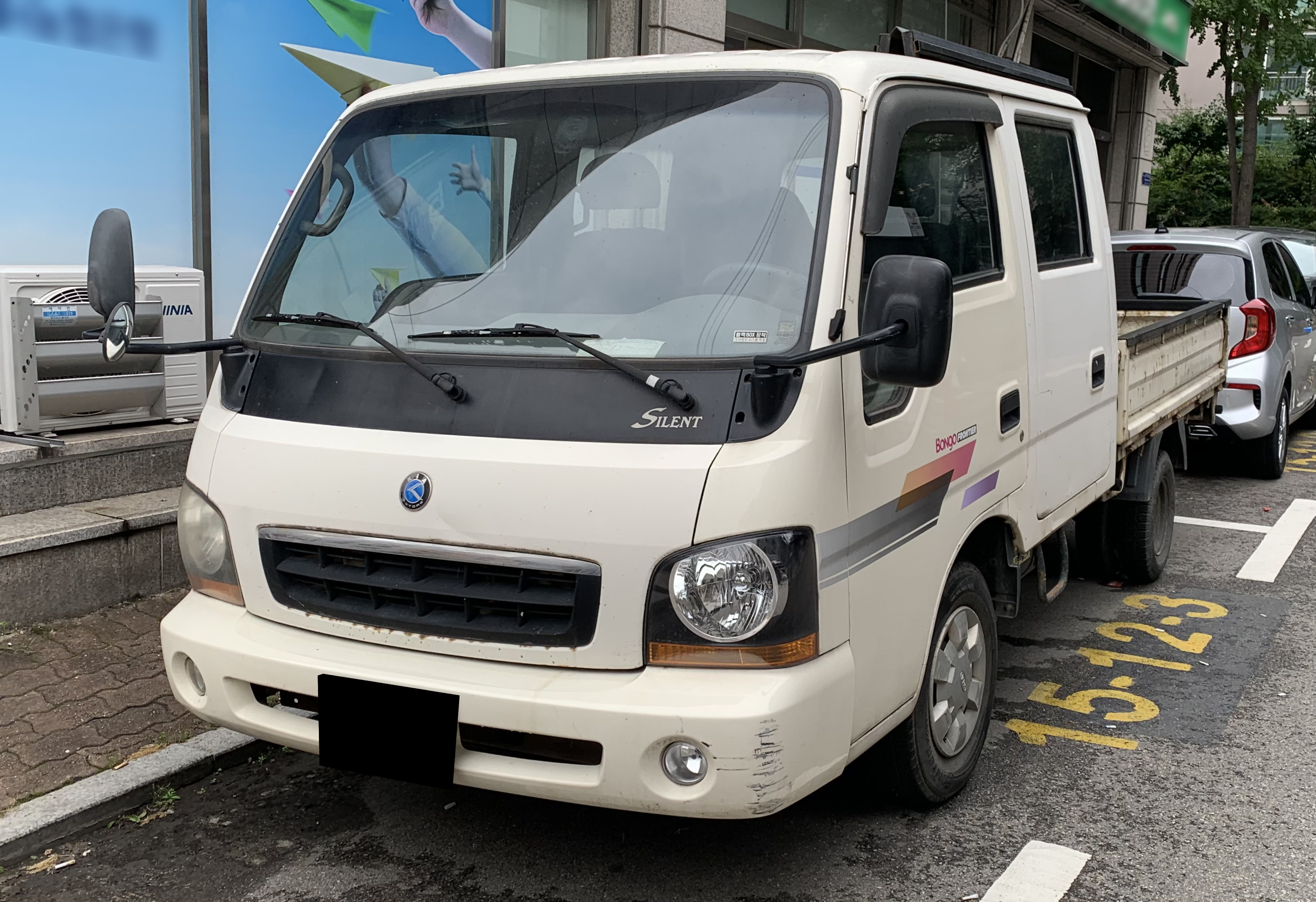
기아 봉고프런티어 (후기형) 정측면
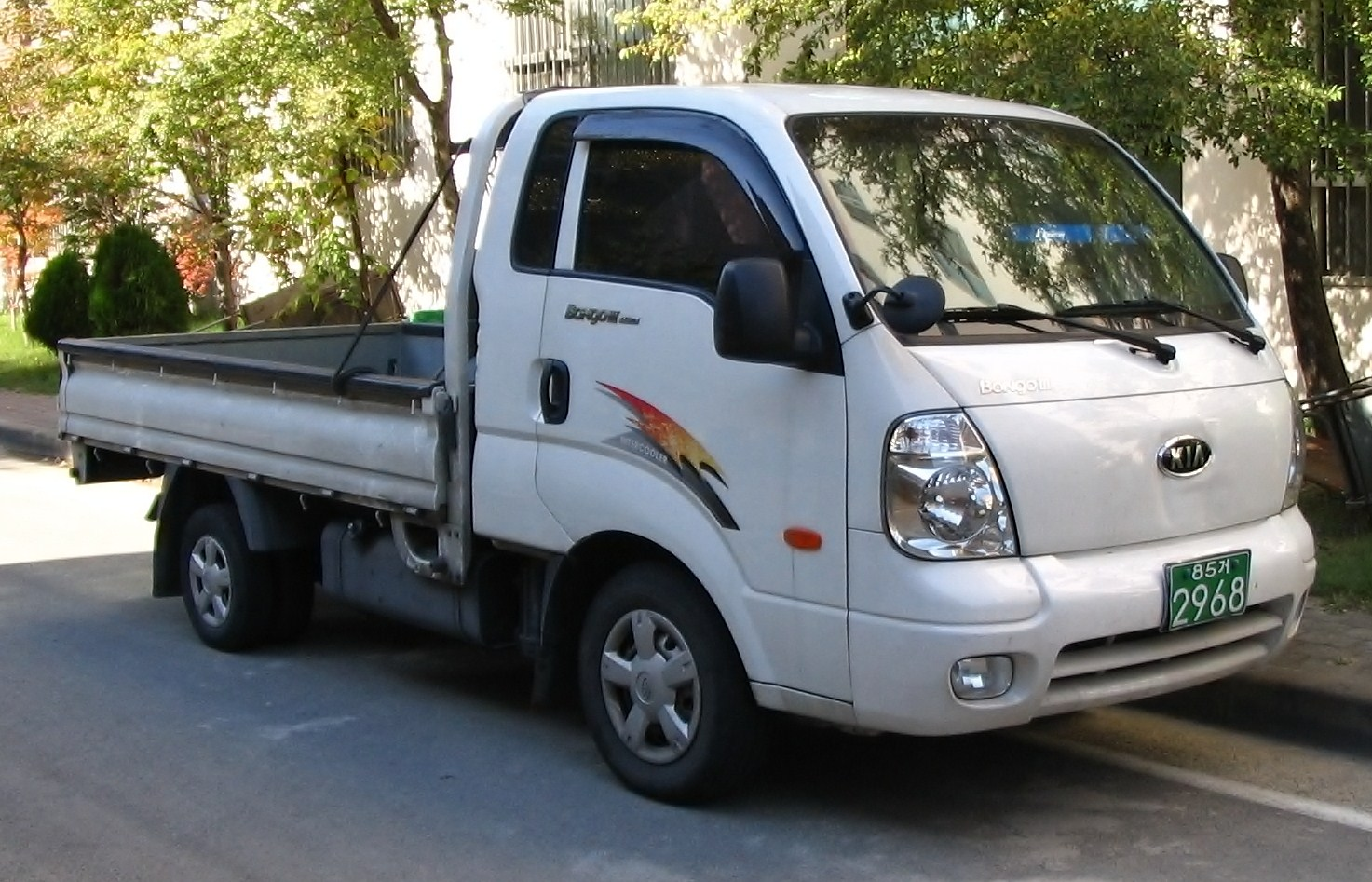
기아 봉고 III (전기형) 정측면
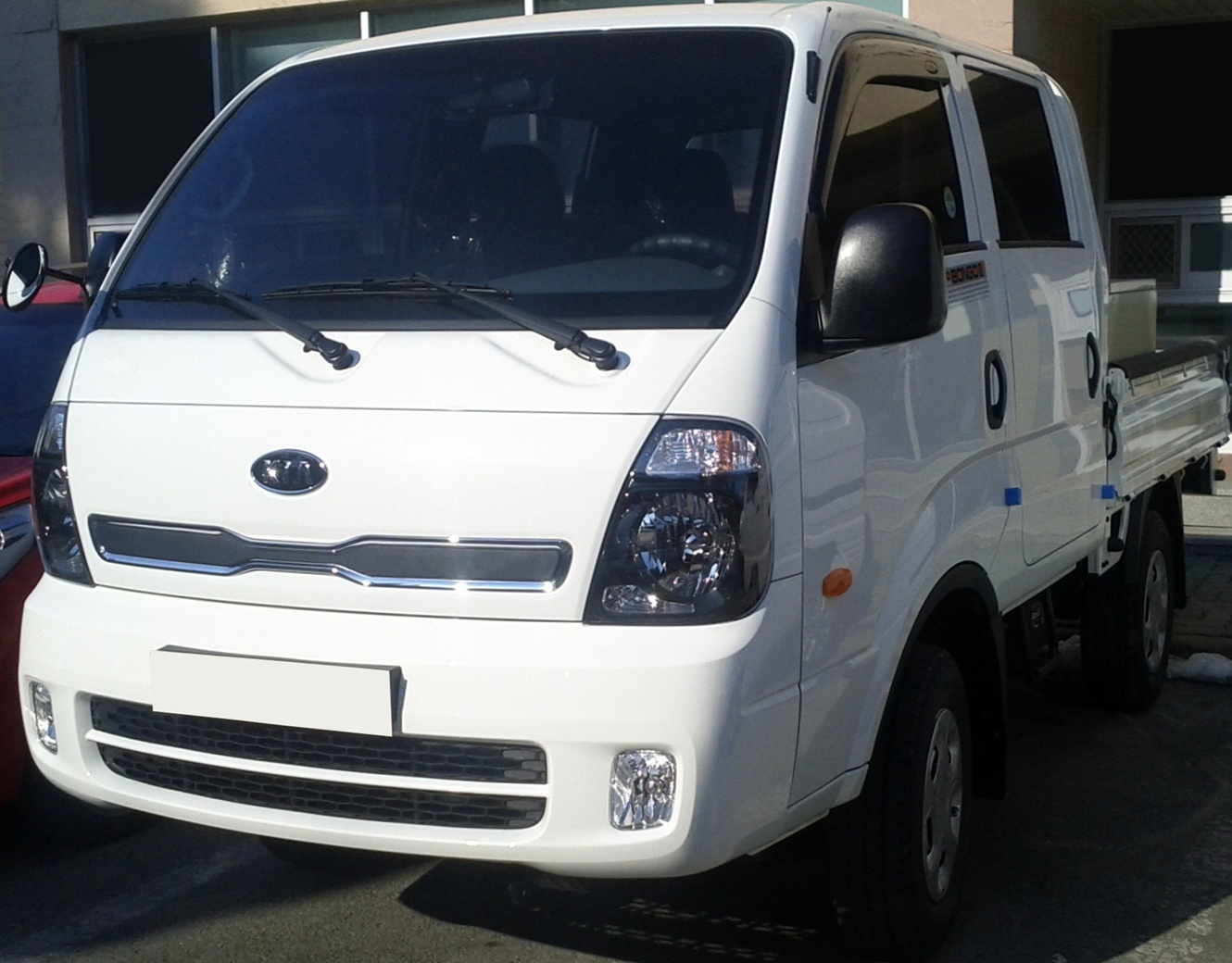
기아 봉고 III (중기형) 정측면
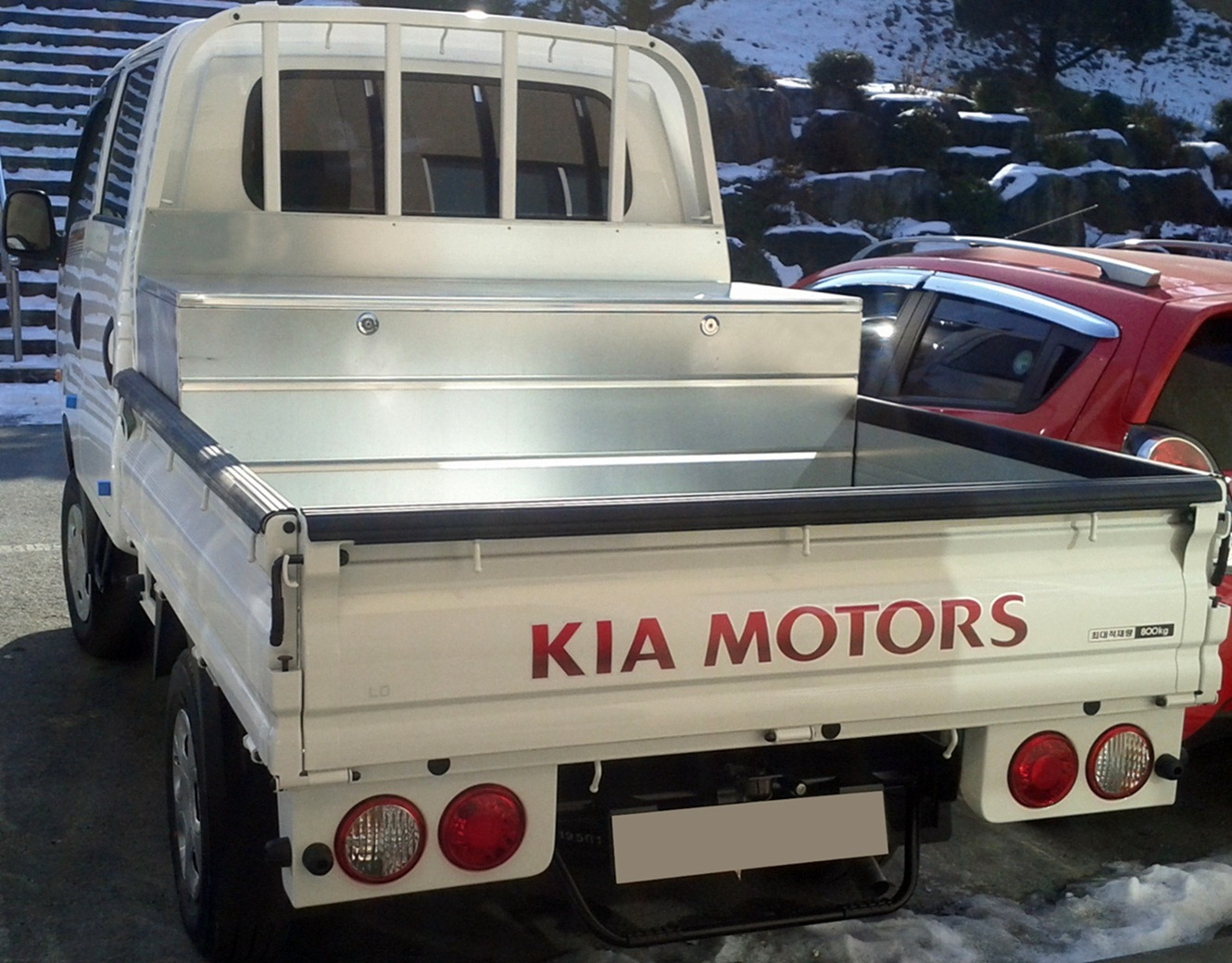
기아 봉고 III (중기형) 후측면
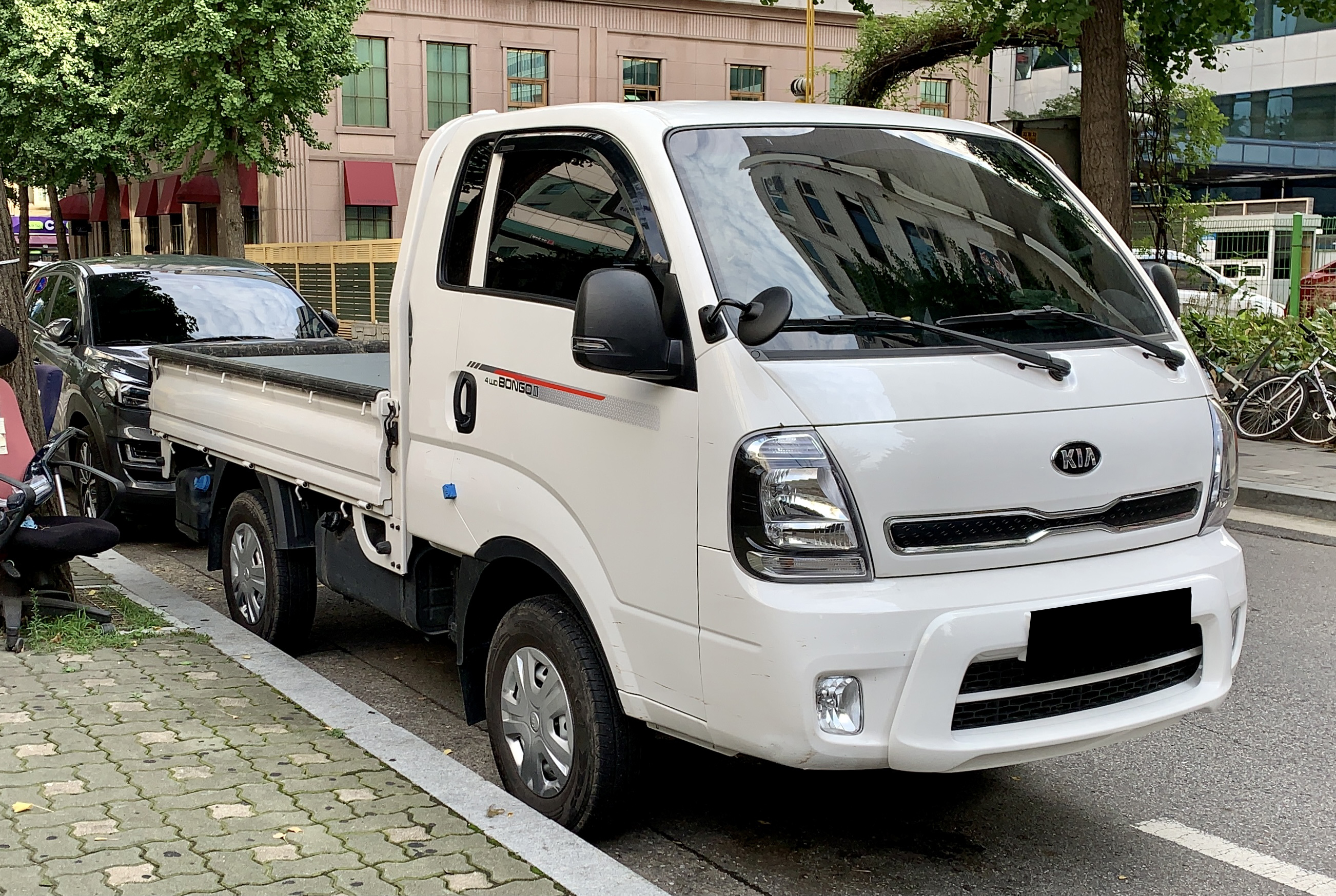
기아 봉고 III (후기형) 정측면
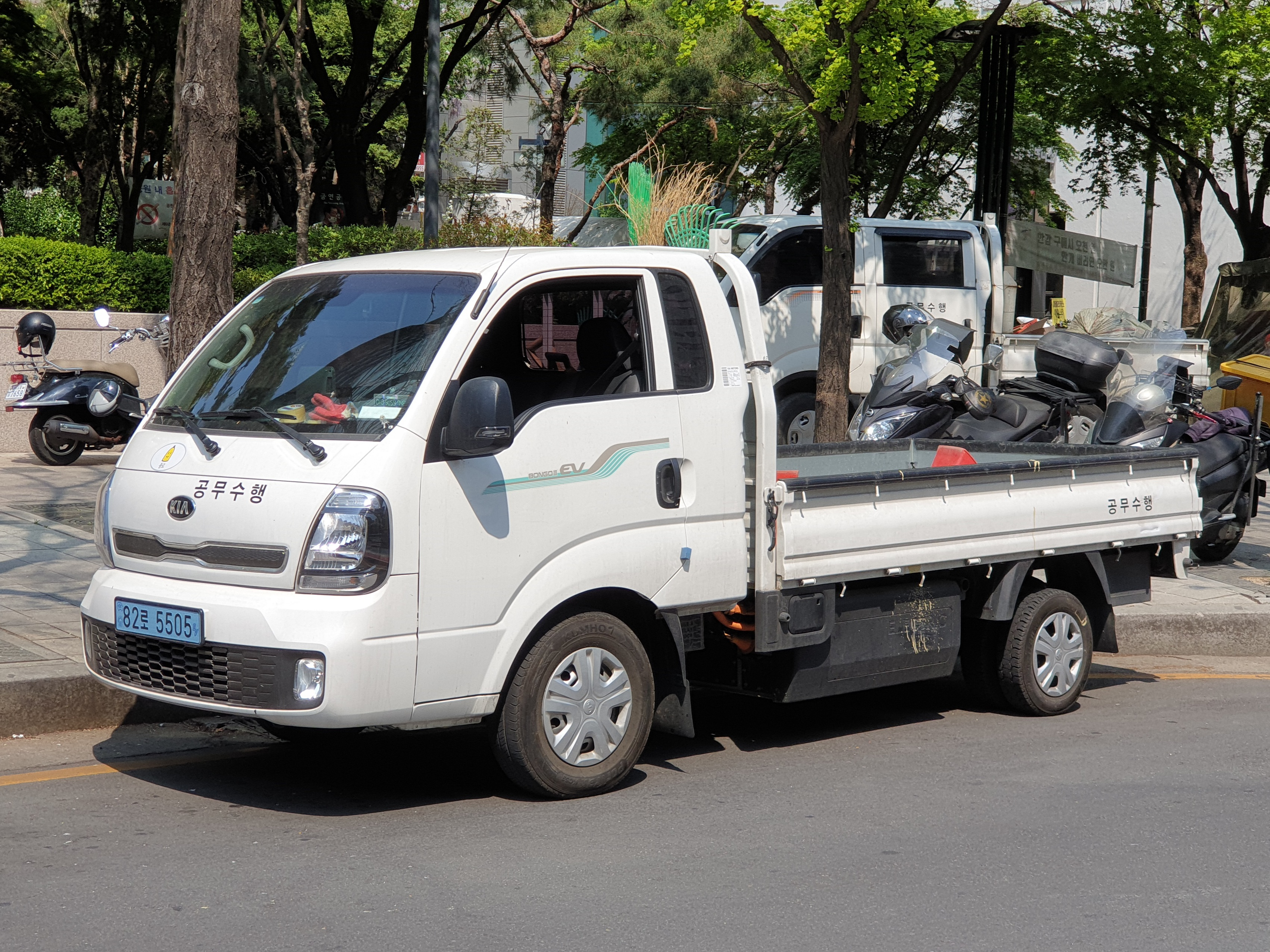
기아 봉고 III EV 정측면
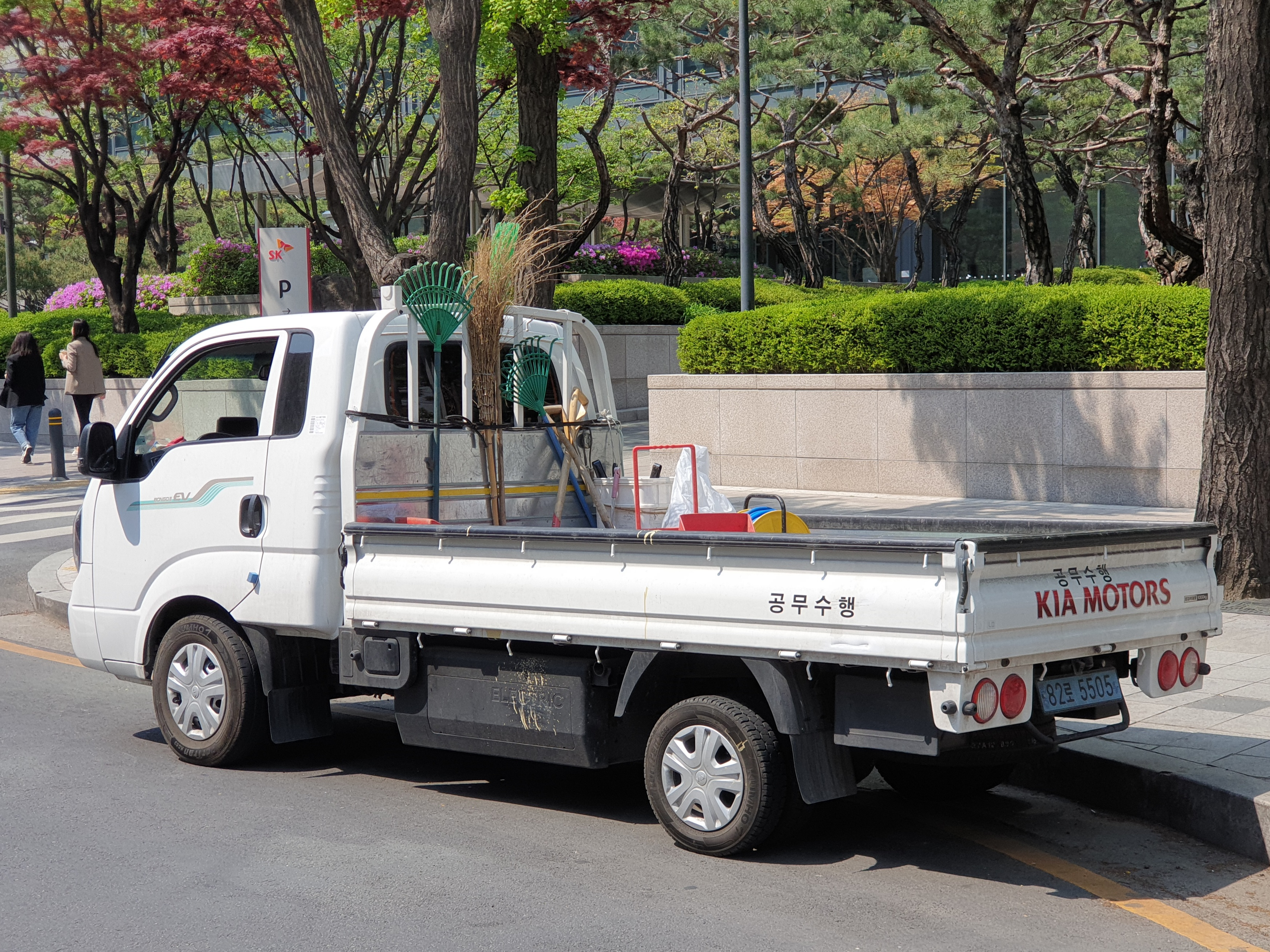
기아 봉고 III EV 후측면
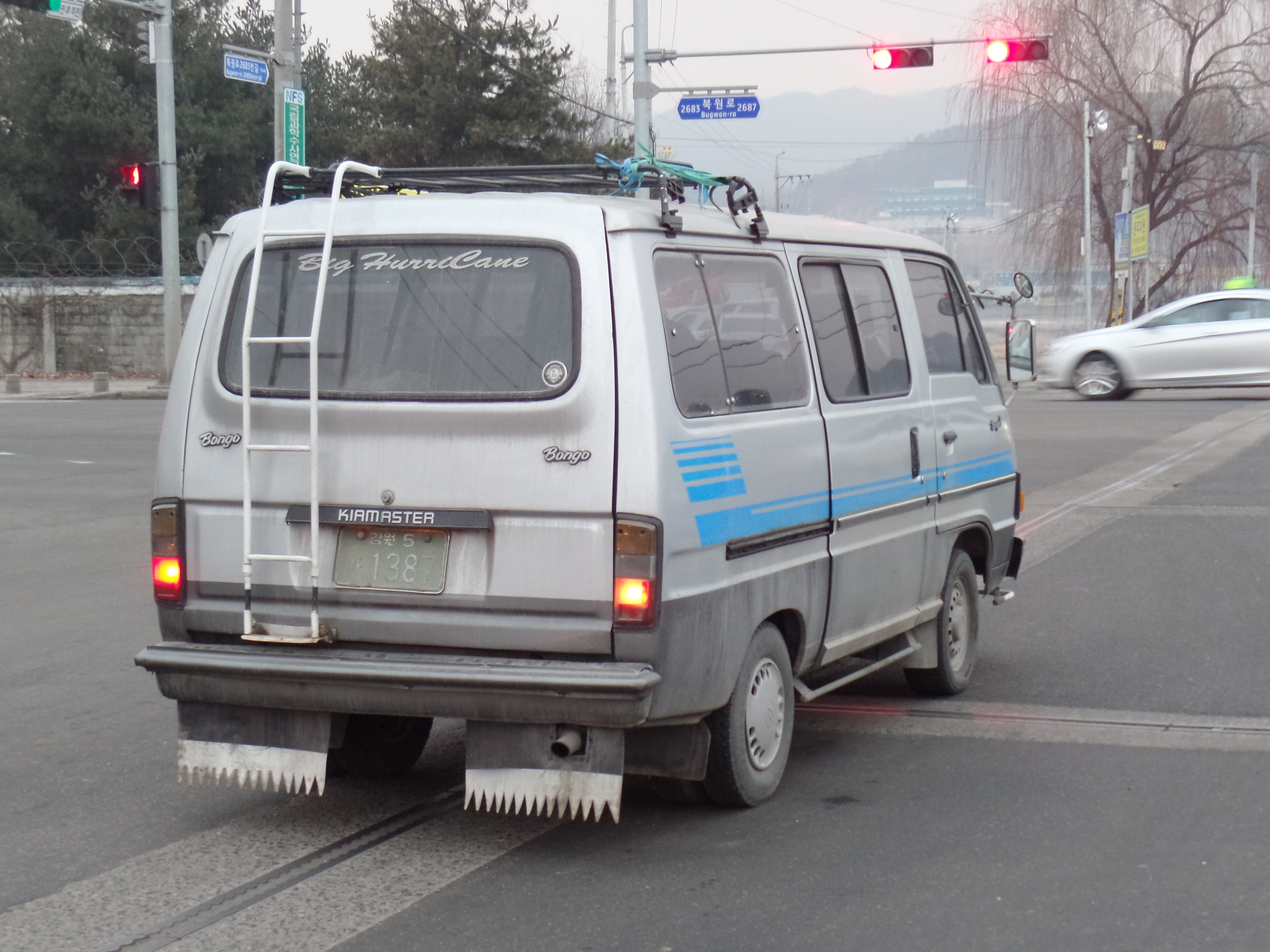
기아 봉고9 (9인승 승합) 후측면
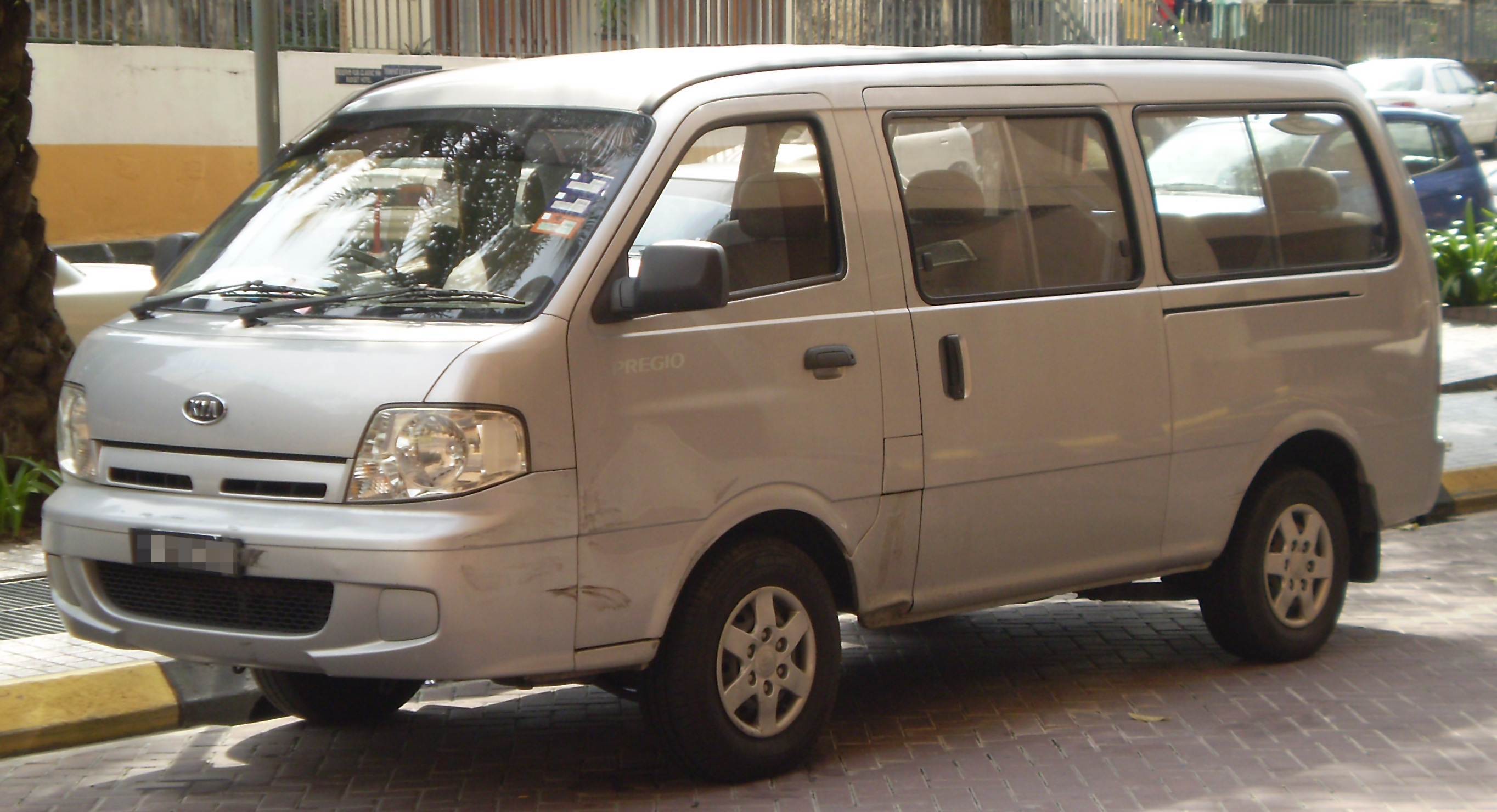
기아 봉고 III 미니버스 정측면
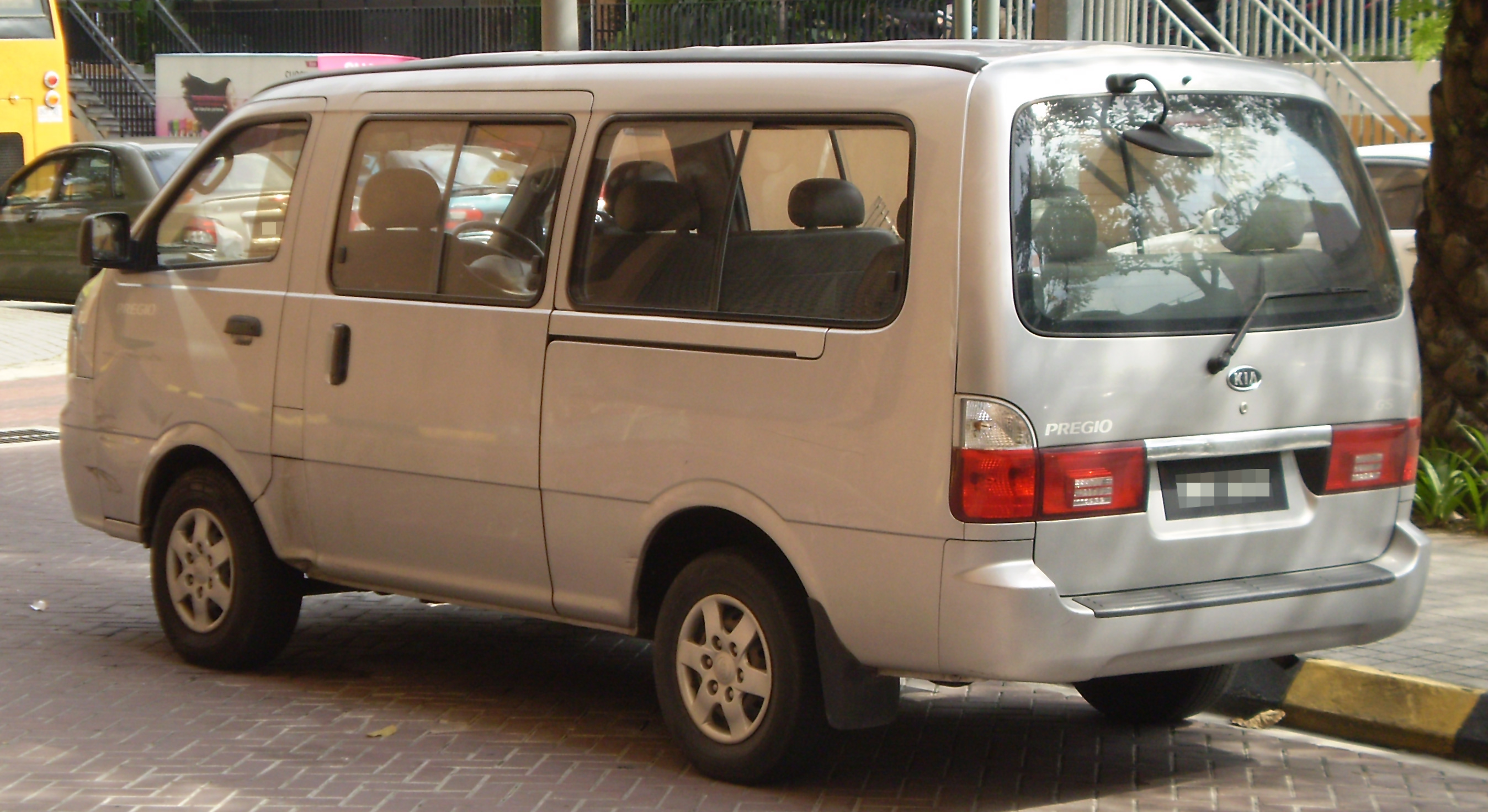
기아 봉고 III 미니버스 후측면

## 각종 미디어에서의 등장

### 만화에서의 등장
- 변신자동차 또봇 - 또봇 ZERO (4세대 모델)
  - 또봇 V - 레스큐 ZERO (4세대 모델)

### 드라마에서의 등장
- KBS 드라마 유정에서는 한재혁(류진 분)이 1999년식 기아자동차 봉고 프런티어 1톤 내장탑차 트럭을 가지고 있었던 것으로 밝혀진 모습을 통해 재현되었다.

## 경쟁 차종
- 현대자동차 - 포터

## 같이 보기
- 마쓰다 봉고
- 현대 포터
- 기아 프레지오